# عبد الباسط المقرحي
عبد الباسط المقرحي (1 أبريل 1952 - 20 مايو 2012)، مواطن ليبي كان رئيسًا لأمن الخطوط الجوية العربية الليبية ومدير مركز الدراسات الاستراتيجية في طرابلس بليبيا وضابط مخابرات ليبي مزعوم، والمدان الوحيد بتفجير طائرة ركاب أمريكية تابعة لشركة بان أمريكان أثناء تحليقها فوق قرية لوكربي، الواقعة قرب مدينة دمفريز وغالواي الاسكتلندية فيما يعرف بقضية لوكربي بتاريخ 21 ديسمبر 1988.

## حياته الخاصة
ولد في العاصمة الليبية طرابلس، ودرس بالولايات المتحدة وزار بريطانيا خلال سنوات السبعينيات من القرن العشرين حين قَضَى 9 أشهر بكارديف دارساً حسبما قال. تزوج المقرحي في ثمانينيات القرن العشرين، وعاش مع زوجته عيشة في بيت والدها المتواضع بضواحي العاصمة الليبية، وأنجب منها خمسة أبناء.

### عمله
عمل مديراً للمركز الليبي للدراسات الإستراتيجية، كما تم تعيينه رئيس أمن الطيران بشركة الخطوط الجوية الليبية في مطار لوقا بمالطا وهو يتكلم العربية والإنجليزية.

## قضية لوكربي
في 14 نوفمبر 1991 وجهت الولايات المتحدة وبريطانيا إليه وإلى الأمين خليفة فحيمة اتهاماً بالمسؤولية عن تفجير الطائرة الأمريكية، ورفضت ليبيا تسليم مواطنيها ورفضت محاكمتهما وهو ما أدى إلى فرض عقوبات اقتصادية وعسكرية عليها بقرار من مجلس الأمن رقم 748 بتاريخ 31 مارس 1992. وقد ظل الرفض الليبي حتى تمت الموافقة من الطرفين على محاكمة الليبيين أمام محاكم دولة ثالثة وهي هولندا، ومثُلا أمام المحكمة في 3 مايو 2000. وفي 31 يناير 2001 برئ المتهم الأمين خليفة فحيمة، بينما أدين المقرحي بالضلوع في التفجير وحكم عليه بقضاء 27 سنة في سجون اسكتلندا، وقد كان الادعاء الاسكتلندي قد اتهمه بأنه كان يعمل في المخابرات الليبية، ولكنه نفى هذه التهمة.
وفي إطار المفاوضات الليبية لإطلاق سراحه فقد زارته دعد شرعب مستشارة الزعيم الليبي معمر القذافي في سجنه في إسكتلندا ثلاثة مرات.

## الاستئناف
تقدم باستئنافين للإفراج عنه وتبرئته معتمداً في ذلك على ثغرات وتفاصيل غير واقعية في قضية لوكربي إلا أن أهالي الضحايا الأمريكين شكلوا مؤسسة ضغط في الولايات المتحدة وإنجلترا حالت دون إيجاد حل يبرئه.

### الإفراج
ولم يبرئ واستمر إصرار القضاء على إدانته بتفجير الطائرة، إلى أن قرر وزير العدل الاسكتلندي في 20 أغسطس 2009 الإفراج عنه لأسباب صحية بعد تأكد إصابته بسرطان البروستات، وأكد أنه يتحمل مسؤلية القرار وأنه اتخذه ليترك له الفرصة كي يموت في بلده.

### العودة إلى ليبيا
عاد إلى ليبيا بعد الإفراج عنه، واستقبل استقبال الأبطال من أهل بلدته رغم عدم تبرئة ساحته من المسؤولية. ولكنه أصر أنه بريء من هذه التهم وأن الحكم سياسي وليس قضائياً.

## وفاته
بعد إصابته بسرطان البروستاتا توفي يوم الأحد 29 جمادى الأولى 1433 هـ الموافق 20 مايو 2012 في منزله الواقع في حي دمشق بطرابلس. وجرت مراسم دفنه في مقبرة الزغواني بجنزور.